# Antonio Tessariol
Antonio Tessariol (Montebelluna, 4 dicembre 1964) è un allenatore di calcio ed ex calciatore italiano, di ruolo centrocampista.

## Biografia
Diplomato geometra, seguendo le orme paterne, ha affiancato l'attività in uno studio tecnico di Montebelluna alla carriera calcistica a partire dal 1990.

## Caratteristiche tecniche
Ha giocato prevalentemente come centrocampista centrale, come interno o regista davanti alla difesa. Occasionalmente è stato schierato anche come esterno di centrocampo.

## Carriera

### Giocatore
Cresciuto nel Montebelluna, esordisce in prima squadra nel campionato di Serie C2 1981-1982, diventando stabilmente titolare a partire dalla stagione successiva. Con la formazione veneta disputa quattro campionati complessivi, tutti in Serie C2.
Nel 1985 viene ingaggiato dal Piacenza, militante in Serie C1, nonostante l'iniziale riluttanza ad intraprendere la carriera professionistica. In Emilia guadagna il posto da titolare a centrocampo a fianco di Giuseppe De Gradi e del conterraneo Claudio Foscarini, diventando uno dei beniamini della tifoseria. Confermato anche nel vittorioso campionato 1986-1987, debutta in Serie B nel 1987 totalizzando 25 presenze e una rete, nella vittoria interna per 3-1 sul Lecce. La stagione viene condizionata da un infortunio al legamento crociato, che lo tiene fuori nel finale del campionato e per tutto il girone d'andata di quello successivo, nel quale totalizza 17 presenze senza evitare la retrocessione.
Dopo un'ulteriore stagione a Piacenza, in Serie C1, nel 1990 sceglie di abbandonare il calcio professionistico tornando al Montebelluna, nel Campionato Interregionale. Dopo aver militato nel Treviso, nella stagione 1993-1994 (infortunandosi di nuovo al ginocchio), torna in Serie C2 con le maglie di Sandonà e Giorgione, disputando la sua ultima stagione professionistica nel campionato di Serie C2 1999-2000, all'età di 36 anni.
Prosegue tra i dilettanti nel Caerano, nella Pievigina, nel Bassano Virtus e di nuovo nel Montebelluna, insieme all'amico Daniele Pasa: qui rimane per tre stagioni, ottenendo la promozione in Serie D nella prima. Milita poi nel Santa Lucia e nella Vazzolese, con cui nel 2011 ottiene la promozione in Prima Categoria, e con cui conclude la carriera nel 2012, all'età di 48 anni.
Ha totalizzato 42 presenze e una rete in Serie B, tutte con la maglia del Piacenza.

### Allenatore
Terminata la carriera agonistica, a partire dal 2013 affianca Daniele Pasa come allenatore in seconda al Montebelluna.

## Palmarès
- Coppa Anglo-Italiana: 1

Piacenza: 1986
- Campionato italiano Serie C1: 1

Piacenza: 1986-1987
- Coppa Italia Serie D: 1

Pievigina: 2001-2002
- Eccellenza: 1

Montebelluna: 2003-2004
- Seconda Categoria: 1

Vazzolese: 2010-2011